# 노형욱 (배우)
노형욱(盧亨旭, 1985년 11월 21일~)는 대한민국의 배우이다.

## 학력
- 서울아현초등학교 - 서울등양초등학교
- 등명중학교
- 마포고등학교
- 한양대학교 연극영화학과

## 연기 활동

### 드라마
| 연도   | 방송사     | 제목                               | 역할                     | 비고          |
| ------ | ---------- | ---------------------------------- | ------------------------ | ------------- |
| 1998년 | KBS2       | 종이학                             | 조정현                   |               |
| 1998년 | MBC        | 육남매                             | 이준희                   |               |
| 1998년 | MBC        | 남자 셋 여자 셋                    | 한석진                   | 특별출연      |
| 1999년 | KBS1       | 누나의 거울                        |                          |               |
| 2000년 | KBS1       | 약속                               | 어린 현수                |               |
| 2001년 | SBS        | 오픈드라마 남과 여 - 깡패와 여선생 | 한영                     |               |
| 2002년 | SBS        | 똑바로 살아라                      | 노형욱                   |               |
| 2008   | OCN Movies | 그녀들의 로망백서                  | 상윤                     |               |
| 2008   | KBS2       | 돌아온 뚝배기                      | 김진성                   |               |
| 2009   | MBC        | 지붕 뚫고 하이킥                   | 서울에서 온 대학생 역    | 1회, 특별출연 |
| 2010   | MBC        | 로드 넘버원                        | 영수                     |               |
| 2011   | SBS        | 보스를 지켜라                      | 형욱                     |               |
| 2011   | SBS        | 태양의 신부                        | 이영철                   |               |
| 2013   | SBS        | 돈의 화신                          | 복재인의 수학과외 선생님 | 특별출연      |
| 2014   | SBS        | 별에서 온 그대                     | 막내 스태프              |               |
| 2014   | tvN        | 감자별 2013QR3                     | 탈영병                   | 특별출연      |
| 2015   | tvN        | 초인시대                           | 기주봉 어린시절          | 특별출연      |
| 2017   | SBS        | 사임당, 빛의 일기                  | 젊은 이원수              |               |
| 2017   | SBS        | 달콤한 원수                        | 양동재                   |               |
| 2017   | TV조선     | 너의 등짝에 스매싱                 | 윤기                     | 특별출연      |
| 2018   | OCN        | 보이스 2                           | 젊은시절 나형준          |               |
| 2020   | TV조선     | 바람과 구름과 비                   | 팽구철                   |               |

### 영화
| 연도   | 제목             | 역할        | 비고     |
| ------ | ---------------- | ----------- | -------- |
| 1997년 | 깊은 슬픔        | 어린 서완   |          |
| 2002년 | 몽정기           | 동현        |          |
| 2004년 | 효자동 이발사    | 20살 성낙안 |          |
| 2006   | 방과후 옥상      | 흥수        | 우정출연 |
| 2008   | 남의 속도 모르고 | 진태        |          |
| 2009   | 황금시대         | 추장        |          |
| 2010   | 미스터 좀비      | 진호        |          |
| 2016   | 위대한유산       | 준석        |          |
| 2018   | 빈 집            | 형도        |          |

### 광고
- 1996년 LG
- 1997년 베니건스
- 1998년 농심 카프리썬
- 2001년 농심 감자구이 비스켓
- 2001년 KT 메가패스
- 2003년 삼양식품 짜짜로니·열무비빔면·삼양라면 (임현식, 김윤경과 함께 출연)
- 2003년 롯데제과 하비스트
- 2004년 KT스카이라이프 (오경수와 함께 출연)
- 2005년 해태음료 써니텐 (오윤아와 함께 출연)
- 2005년 롯데샌드 (강은비, 윤문식과 함께 출연)